# الشباب الشيوعي الأيبيري
الشباب الشيوعي الأيبيري كان جناح الشباب في الاتحاد الشيوعي الأيبيري، ولاحقًا من حزب العمال للوحدة الماركسية. كان لدى ه قوته الرئيسية في كتالونيا والمشرق (أرض فالنسيا ومورسيا). انتخب مؤتمر عام 1934 للجنة المشتركة الدولية جرمينال فيدال أمينًا عامًا للجنة المشتركة الدولية. بعد وفاته تم انتخاب ويليبالدو سولانو من فالنسيا مكانه.
قدم حزب العمال الماركسي بعض التدريب شبه العسكري للجنة المشتركة الدولية.
كانت اللجنة المشتركة الدولية منظمة عضو في المكتب الدولي للشباب الاشتراكي الثوري. تم انتخاب سولانو أمينًا عامًا للمكتب في مؤتمر عقد في بروكسل عام 1937.
في عام 1937 شكلت اللجنة المشتركة الدولية جبهة الشباب الثوري مع الشباب التحرري ومجموعات شبابية أخرى.